# 高粱坚孢堆黑粉菌
高粱坚孢堆黑粉菌（学名：Sporisorium sorghi）是属于黑粉菌目黑粉菌科孢堆黑粉菌属的一种真菌，寄生在高粱属植物上。该种分布于全世界各地。